# 咲乃柑菜
咲乃 柑菜（さくの かんな、1996年6月3日 - ）は、日本のAV女優。ファニットエンターテイメント所属。2020年6月、蘭華（らんか、1994年11月29日 - ）に改名し、所属事務所もアロハプロモーションに移籍。

## 略歴
東京都出身2015年12月、マキシングの専属女優としてAVデビュー。読者モデルの宣材写真の撮影に出向いた際に、「人前に出る仕事も良いな」と感じるようになり、周囲に関係者がいたことから登録だけでもと事務所に出向き、そのままAVデビューが決まった。2016年に企画単体女優に転身。2017年3月より平井絵里名義でも活動もフェードアウト。
2020年6月、MSG動画「シロウトTV」作品にて蘭華名義で復帰。

## 人物
好きな数字は末広がりで左右対称の「8」。
趣味はフットネイル。初体験は12歳。
緊張しないさばさばした性格で、デビュー時の撮影でも自分がどう映るかを考えており「全然緊張しなかった」と答えている。

## 出演作品

### アダルトDVD
2015年
- 新人 咲乃柑菜 〜スタイル抜群、手先が器用なネイリストの卵AVデビュー〜（12月16日、マキシング）

- タートル今田×咲乃柑菜 〜スタイル抜群なネイリストの卵とお泊り温泉旅行〜（1月16日、マキシング）
- Premium PEACH Hip 〜青い果実〜（2月16日、マキシング）
- 初中出し! 〜子宮で感じる温かい生ザーメン〜（3月16日、マキシング）
- 中出しマ○コ、くぱぁ。（4月16日、マキシング）
- Fucking Machine SEX（5月16日、マキシング）
- MAXING未収録 見て!最高のディルドオナニー（5月16日、マキシング）他出演:吉沢明歩、由愛可奈、麻生希、波多野結衣、きみの奈津、千葉ねね、小西悠、白衣ゆき、美涼りな、みくるみく、秋月小町
- 四肢縛兎 -ししばくと-（6月16日、マキシング）
- 放尿、潮吹き、大失禁。（8月7日、プレミアム）
- 今すぐヤリたい! スタイル&感度抜群、人に媚びない小悪魔系アイドル 咲乃柑菜 5時間（8月16日、マキシング）※総集編
- 「『はじめてがお姉ちゃんでもいいの?』禁欲で勃起が収まらない弟の童貞チ○ポを見た看護師の姉が内緒で筆おろししてくれた」 VOL.1（9月22日、DANDY）他出演:野々宮みさと、水谷心音、早川瑞希
- （財）おちん○ん研究所に入所したから子作り（10月1日、ZUKKON/BAKKON）共演:森沢かな、佳苗るか、ルロア・クララ
- 巨乳グラドルの卵を痙攣・失禁・連続アクメさせる卑猥オイルマッサージ（11月10日、ナチュラルハイ）他出演:河音くるみ、相澤ゆりな、野々宮みさと
- 咲乃柑菜 小悪魔系クールビューティー 21本番 4時間（11月16日、マキシング）※総集編
- 会員限定 緊縛（秘）倶楽部 6（12月16日、マキシング）他出演:吉沢明歩、由愛可奈、麻生希、波多野結衣、青山はな、松下美織、水沢のの、森ななこ、小西悠、瀬田奏恵、千葉ねね、佐々木玲奈、神田るみ、小川みちる 　※総集編、咲乃柑菜の未公開映像を収録
- 一度の射精じゃ許してくれない強制暴発ギャルエステ（12月25日、kira☆kira）

2017年
- 高画質で魅せる咲乃柑菜のフェラチオ 4時間（2月16日、マキシング）※総集編
- 思わず笑みがこぼれるラブラブエッチ（6月1日、S-Cute）他出演:渋谷ありす、藤川れいな、さくらみゆき、美咲あや、清本玲奈